# Agromyza anthracina
Agromyza anthracina är en tvåvingeart som beskrevs av Johann Wilhelm Meigen 1830. Agromyza anthracina ingår i släktet Agromyza och familjen minerarflugor. Arten är reproducerande i Sverige. Inga underarter finns listade i Catalogue of Life.